# Štefan Tiso
Štefan Tiso (Tisza István, Nagybiccse, 1897. október 18. – Mírov, 1959. március 28.), szlovák ügyvéd, fasiszta politikus. Az 1938–1945 közötti első Szlovák Köztársaság harmadik miniszterelnöke. Jozef Tiso unokaöccse.

## Életrajz
1915-ben érettségizett, majd harcolt az első világháborúban a keleti fronton. 1916-ban orosz fogságba esett. 1918-ban csatlakozott a Csehszlovák Légióhoz, majd Pozsonyban jogot tanult.
Miután elvégezte a jogot, Trencsénben lett bíró. 1938-ban a területi bíróság elnöke lett. 1939-ben Pozsonyba költözött, ahol ő lett a Legfelső Bíróság elnöke az akkor már a csehektől független Szlovákiában.
1944 szeptemberében Szlovákia elnöke, Jozef Tiso kinevezte miniszterelnöknek, és egyben ő látta el az igazságügyi miniszteri és a külügyminiszteri posztot is. 1945. áprilisban Ausztriába emigrált, de május 8-án átadták a csehszlovákoknak. 
1947 novemberében 30 év börtönbüntetésre ítélték. Börtönben halt meg 1959. március 28-án.

## Fordítás
- Ez a szócikk részben vagy egészben  a(z)   Štefan Tiso című angol Wikipédia-szócikk fordításán alapul.  Az eredeti cikk szerkesztőit annak laptörténete sorolja fel. Ez a jelzés csupán a megfogalmazás eredetét és a szerzői jogokat jelzi, nem szolgál a cikkben szereplő információk forrásmegjelöléseként.
- Ez a szócikk részben vagy egészben  a(z)   Štefan Tiso című szlovák Wikipédia-szócikk fordításán alapul.  Az eredeti cikk szerkesztőit annak laptörténete sorolja fel. Ez a jelzés csupán a megfogalmazás eredetét és a szerzői jogokat jelzi, nem szolgál a cikkben szereplő információk forrásmegjelöléseként.